# 쿠피도
쿠피도(라틴어: Cupido)는 욕망, 성욕, 매력, 애정의 남신이다. 사랑의 여신 베누스와 전쟁의 신 마르스의 아들로 자주 묘사된다. 아모르 (라틴어: Amor, "사랑")라는 이름으로도 알려져 있다. 그리스 대응신은 에로스이다. 고전 그리스 미술에서 에로스는 날개가 달린 마른 소년의 모습으로 묘사되는 반면에, 쿠피도는 헬레니즘 시대에 들어 통통한 소년의 모습으로 점차 묘사되었다. 이 시기에 들어 그의 힘의 원천으로 표현되는 활과 화살이라는 도상을 획득하게 되는데, 심지어 신조차도 쿠피도의 화살을 맞게 된 자는 통제할 수 없는 욕망으로 가득차게 된다. 신화에서 쿠피도는 부차적 인물로, 주로 줄거리를 전개시키는 역할을 했었다. 그가 주인공으로서 유일하게 등장하는 것은 에로스와 프시케 이야기로, 본인의 무기에 생체기가 난 그는 사랑의 시련을 경험하게 된다. 그에 관한 다른 장편 이야기는 전해지지 않지만, 그의 전승은 "사랑은 모든 것을 정복한다"와 같은 시적 주제 및 큐피드에 대한 보복적인 벌 혹은 고문과 같은 시각적 장면들로 가득하다.
산드로 보티첼리의 봄에서 화면의 위쪽에서 눈을 가리면서 삼미신 안의 "절제"(castitas)를 위쪽에서 눈을 가리면서 세 미인 속의 "절제"(castitas)를 노리는 것이 쿠피도이다.

## 같이 보기
- 푸토
- 연시 (생식계)